# هجوم نيريم (7 أكتوبر 2023)
في 7 أكتوبر 2023، شن مسلحون من حماس قادمين من قطاع غزة هجومًا مفاجئًا على إسرائيل. وكان أحد أهدافهم نيريم، وهو كيبوتس يقع في الجزء الجنوبي من إسرائيل، على بعد حوالي 2 كيلومتر (1.2 ميل) من الحدود مع غزة. قُتل ما لا يقل عن خمسة، وأصيب العديد، وتم اختطاف عدد غير معروف واحتجازهم كرهائن في غزة.

## خلفية
يقع كيبوتس نيريم في شمال غرب صحراء النقب بالقرب من قطاع غزة. تم تأسيسها في عام 1946 على يد "نير". يعتمد اقتصاد نيريم على الزراعة؛ حيث يزرعوا محاصيل مثل الأفوكادو، ويحلبوا الأبقار. ويعيش في الكيبوتس حوالي 500 شخص، من بينهم حوالي 130 طفلاً.

## الهجوم
كجزء من هجوم حماس على إسرائيل عام 2023، في الساعات الأولى من يوم 7 أكتوبر 2023، وصلت مجموعة من حوالي 20 مسلحًا مسلحين ببنادق هجومية وقنابل يدوية وقذائف صاروخية إلى كيبوتس نيريم. وأشعلوا النار في المنازل، وفتحوا النار على المنازل، وألقوا القنابل اليدوية. وسمع العريف أميت ليفي، وهو ضابط شرطة كان في إجازة في ذلك الوقت، إطلاق النار وانضم إلى بعض أعضاء فرقة الكيبوتس الاحتياطية في قتال المسلحين ببندقيته إم 16. بعد هذه المناوشة، قام ليفي وأعضاء الفرقة الاحتياطية بتأمين نقطة مراقبة استراتيجية. ووصلت قوات النخبة الإضافية على دراجات نارية وشاحنات صغيرة.
في وقت مبكر من الهجوم، دخلت مجموعة من ثلاثة جنود من الجيش الإسرائيلي بقيادة العقيد عساف حمامي الكيبوتس واشتبكت مع مقاتلي حماس. وقتل ثلاثة وتم نقل جثثهم إلى قطاع غزة.
أثناء اشتباكها في القتال من موقعها على السطح، قامت مروحية هجومية تابعة الجيش الإسرائيلي بالاتصال بالمدافعين. وتم الاتفاق بشكل مشترك على أنهم سيواجهون المسلحين داخل الكيبوتس، بينما ستنفذ المروحية غارات جوية على أهداف قريبة من السياج وخارجه. واستمر هذا الاشتباك المكثف من البرج لمدة ساعتين تقريبًا.
وبعد حوالي سبع ساعات من تسلل المسلحين إلى الكيبوتس، وصلت قوات الجيش الإسرائيلي لطرد المسلحين. وكان من بين الناجين من المذبحة شاي ليفي، مراسل ماكو العسكري الذي بقي في ملجأ وقام بتغطية تسلسل الأحداث.

## ما بعد الهجوم
قام الجيش الإسرائيلي بإجلاء أشخاص من نيريم الذين نجوا من الهجوم في الكيبوتس. ويقيم أغلبهم حاليًا بشكل مؤقت في فندق في إيلات.
وفي 15 أكتوبر، أفادت التقارير أن جنود الجيش الإسرائيلي قتلوا بلال القدرة، قائد وحدة النخبة التابعة لحماس في كتيبة جنوب خان يونس والذي قاد العملية في نيريم.
وفي 28 نوفمبر، أُعيد اثنان من مستوطني نيريم، اللذين احتجزتهما حماس كرهينتين لمدة 53 يومًا في غزة إلى إسرائيل. وقد تمت إعادتهم كجزء من صفقة بين إسرائيل وحماس. ولا يزال اثنان آخران على الأقل من مستوطني نيريم محتجزين لدى حماس.

## أنظر ايضا
- حرب إسرائيل وحماس 2023
- قائمة الاشتباكات خلال الحرب بين إسرائيل وحماس 2023
- المقاومة الفلسطينية
- The story of a survivor of the Nirim Attack على يوتيوب